# بولا جنسن
بولا جنسن (ولدت في 28 سبتمبر 1980) هي لاعبة كرة قدم سابقة من جزر فارو لعبت دور الظهير الأيمن. كانت عضوًا في المنتخب الوطني للسيدات في جزر فارو.